# Séraphin Olivier-Razali
Séraphin Olivier-Razali (ur. 2 sierpnia 1538 w Lyonie, zm. 10 lutego 1609 w Rzymie) – francuski kardynał.

## Życiorys
Urodził się 2 sierpnia 1538 roku w Lyonie. Studiował na Uniwersytecie Bolońskim, gdzie uzyskał doktorat utroque iure. Po studiach został wykładowcą na macierzystej uczelni, audytorem, a następnie dziekanem Roty Rzymskiej i referendarzem Trybunału Obojga Syngatur. W 1600 roku został powołany na urząd biskupa Rennes, jednak nie przyjął nominacji. 26 sierpnia 1602 roku został wybrany łacińskim patriarchą Aleksandrii, a 15 września przyjął sakrę. Był wysłannikiem Sykstusa V do załagodzenia rozruchów po śmierci Henryka III. 9 czerwca 1604 roku został kreowany kardynałem prezbiterem i otrzymał kościół tytularny San Salvatore in Lauro. Zmarł 10 lutego 1609 roku w Rzymie.